# Oncocnemis mirificalis
Oncocnemis mirificalis är en fjärilsart som beskrevs av Augustus Radcliffe Grote 1879. Oncocnemis mirificalis ingår i släktet Oncocnemis och familjen nattflyn. Inga underarter finns listade i Catalogue of Life.